# Камчыбеков, Толобек Кадыралиевич
Толобек Кадыралиевич Камчыбеков (12 августа 1949 года, с. Чолпон, Кочкорский район, Нарынская область, Киргизская ССР) —  общественный и научный деятель, доктор экономических наук, профессор, ректор Кыргызского экономического университета имени Мусы Рыскуловича Рыскулбекова. Заслуженный работник образования Кыргызстана. Лауреат премии Правительства Кыргызстана.

## Биография
Родился 12 августа 1949 года в селе Чолпон Кочкорского района Нарынской области. Окончил Ташкентский гидрометеорологический техникум (1968) и Киргизский государственный университет (1973). В 1973 году начал свою трудовую деятельность младшим научным сотрудником института экономики Академии наук Киргизской ССР.

## Служебная карьера
- 1974—1976 гг. — секретарь комитета комсомола экономического факультета КГУ им. 50-летия СССР;
- 1976—1977 гг. — директор студенческого городка КГУ 50-летия СССР;
- 1977—1992 гг. — проректор по административно-хозяйственной деятельности, преподаватель, старший преподаватель, доцент, заместитель декана, декан учетно-экономического факультета Кыргызского государственного университета;
- 1992—1993 гг. — заведующий отделом Института экономики Национальной Академии наук Кыргызской Республики;
- 1993 г. — начальник отдела Государственного комитета по ценам и антимонопольной политике Кыргызской Республики;
- 1993—1995 гг. — заведующий отделом внешних экономических связей Министерства экономики Кыргызской Республики;
- 1995—1997 гг. — директор Бишкекского коммерческого колледжа;
- 1997—1999 гг. — ректор Бишкекского высшего коммерческого колледжа;
- 1999—2003 гг. — ректор Бишкекского государственного института экономики и коммерции;
- 2003—2007 гг.-ректор Бишкекского государственного университета экономики и предпринимательства;
- с 2007 г. по настоящее время — ректор Кыргызского экономического университета им. М. Рыскулбекова (КЭУ)

## Общественная деятельность
- в 1999 по 2004 гг. — депутат Бишкекского Городского Кенеша, Председатель постоянной комиссии по экономике, бюджету, муниципальной собственности, инвестициям, предпринимательской деятельности и внешнеэкономическим связям;
- в 2003—2006 гг. — член Коллегии Министерства образования Кыргызской Республики;
- в 2004—2007 гг. — член президиума Национальной аттестационной комиссии Кыргызской Республики;
- в 2007—2009 гг. — Председатель Диссертационного Совета по защите докторских (кандидатских) диссертаций. Специалист в области экономической теории, совершенствования системы образования, малого и среднего предпринимательства.

## Награды и премии
- Орден «Манас» III степени (2023)[3];
- За активную работу в воспитании подрастающего поколения и вклад в развитии экономики был награждён юбилейной Почетной Грамотой ЦК КП Киргизии, ЦК ЛКСМ Киргизии и Киргизсофпрофа – 1987 г.;
- Почетной Грамотой ЦК ЛКСМ Киргизии – 1975 г.;
- Заслуженный работник образования КР;
- Академик Российской Академии естественных наук;
- Член-корреспондент Академии Менеджмента и рынка;
- Почетный профессор РГТЭУ;
- Отличник Торгово-экономической службы КР;
- Член-корреспондент Инженерной Академии КР;
- Отличник культуры КР;
- Лауреат премии Правительства КР;
- Медаль «10 лет Евразийскому экономическому союзу» (26 декабря 2024 года)[4].

## Сочинения
Автор более 83 научных трудов, в том числе 3 монографий, 5 учебно-методических пособий. Подготовил 2 доктора наук, 12 кандидатов наук.